# Майкин, Роман Юрьевич
Роман Юрьевич Майкин (род. 14 августа 1990, Ленинград) — российский профессиональный шоссейный велогонщик. Мастер спорта Международного класса.

## Достижения
2012
2-й Чемпионат России — Критериум
3-й Схал Селс
7-й Grote Prijs Stad Zottegem
2013
3-й Джиро ди Тоскана
7-й Гран-при Сочи
1-й  — Очковая классификация
2014
2-й Этап 1 Тур Польши
3-й Джиро ди Тоскана
2015
2-й Краснодар — Анапа
2-й Гран-при Минска
3-й Майкоп — Уляп — Майкоп
3-й Мемориал Хенрика Ласака
5-й Гран-при Москвы
5-й Circuito de Getxo
8-й Кубок мэра
9-й Gran Premio Industria e Commercio di Prato
1-й  Тур Кубани — Очковая классификация
2016
1-й Этап 2 Тур Лимузена
1-й Этап 2 Тур Эстонии
3-й Гран-при Ефа Схеренса
3-й Тур Алматы
8-й Классика Альмерии
10-й Гран-при Лугано
10-й Кубок Сабатини
2017
4-й Gran Premio della Costa Etruschi
2020
1-й Этап 1 Тура Сербии 